# ALF (série de televisão)
ALF (bra: Alf, O ETeimoso; prt: Alf, Uma Coisa do Outro Mundo) é uma série de televisão norte-americana, exibida pela NBC entre 22 de setembro de 1986 e 24 de março de 1990.
O nome ALF é um acrônimo da expressão inglesa Alien Life Form ("forma de vida alienígena").

## Premissa
ALF, cujo nome real é Gordon Shumway, do planeta Melmac (Paul Fusco), segue um sinal de rádio amador para a Terra e acaba caindo na garagem da casa da família Tanner. Os Tanner são uma típica família de classe média em Riverside, Califórnia. A família consiste do assistente social Willie (Max Wright), sua esposa Kate (Anne Schedeen), sua filha adolescente Lynn (Andrea Elson), o filho mais novo Brian (Benji Gregory), e o gato Lucky.
Sem saberem ao certo o que fazer, os Tanner levam ALF para casa e o escondem da Alien Task Force (um grupamento do exército que procura extraterrestres) e de seus vizinhos intrometidos Trevor e Raquel Ochmonek (John LaMotta e Liz Sheridan), até que ele possa reparar sua nave espacial. ALF geralmente fica escondido na cozinha. Ele torna-se um membro permanente da família, embora o choque cultural, a solidão e a saudade de casa frequentemente causem problemas aos Tanner.
É revelado posteriormente que o planeta Melmac foi destruído por uma catástrofe envolvendo bombas nucleares (embora, nos primeiros episódios, ALF tenha dito que seu planeta explodiu por uma sobrecarga elétrica quando todos os habitantes ligaram o secador de cabelos simultaneamente). Ele não estava em seu planeta porque fazia parte da Guarda Orbital de Melmac. No quarto episódio da série, ALF tenta convencer o presidente americano a parar o programa nuclear do país por temer que a Terra tenha o mesmo destino de Melmac.
Embora muito da ficção científica em ALF tenha sido encarada de forma humorística, há referências a tópicos reais da exploração espacial, como ele ter usado um sinal de rádio no início da história. No episódio "Weird Science", ALF constrói para Brian um modelo do Sistema Solar para seu projeto de ciências, mas há dois planetas depois de Plutão, chamados "Dave" e "Alvin", o que causa problemas a Brian na escola. Entretanto, após Willie dar um telefonema para uma organização de astronomia, ele explica a Brian que "Dave" pode ter sido o planetóide 2060 Chiron (descoberto em 1977 pelo astrônomo Charles T. Kowal).
A série original teve 102 episódios, cada um com o nome de uma música referente ao tema abordado, onde ALF aprende sobre a cultura da Terra e faz novos amigos dentro e fora da família Tanner, incluindo Neal (Jim J. Bullock), o irmão de Willie; Dorothy (Anne Meara), a mãe de Kate, com quem tem uma relação de amor e ódio e a quem ele chama de "bruxa", enquanto ela ameaça entregá-lo aos militares; Whizzer (Paul Dooley), o marido de Dorothy; Jake, o sobrinho dos vizinhos Ochmonek; Larry (Bill Daily), um psicólogo; e uma mulher cega chamada Jody (Andrea Covell) que nunca percebe que ALF é um alienígena, embora tenha percebido pelo toque que ele tem baixa estatura e é peludo.
Várias mudanças ocorrem na família Tanner no decorrer da série, como o nascimento de um novo filho, a construção de um pequeno apartamento para ALF e a morte da gata Lucky, ao que ALF demonstra respeito apesar de sempre ter tentado pegar a gata para comê-la, pois no seu planeta natal gatos eram um prato comum.

### Último Episódio e Cancelamento
No último episódio chamado "Consider me Gone", Alf recebe um contacto dos seus amigos do outro mundo, que "compraram" um novo planeta e propõem-lhe que se junte a eles. Alf é confrontado com a decisão de se juntar a eles no novo planeta ou de continuar com os Tanners, e não tem muito tempo para tomar a decisão. Alf acaba por comunicar que vai, sendo marcado um local de encontro. Entretanto, a Alien Task Force recebe vários códigos e tentam a todo o custo decifrá-los.
Os Tanners decidem organizar uma festa de despedida do Alf, oferecendo-lhe várias prendas e bolo. Apesar das insolências e chatices de Alf, a família não está muito contente com a saída de Alf.
Quando Alf sai de casa para o encontro, o código é decifrado pelo tenente. Vários carros são mandados pela base para irem atrás do alien. O Coronel e os restantes funcionários controlam um radar que identifica o Alf.
Quando chega ao local, o OVNI aparece, mas corre tudo mal quando carros da Alien Task Force se aproximam e o OVNI vai-se embora, deixando Alf para trás. A família não interfere (o filho mais novo pede para o pai fazer alguma coisa, mas não faz), eles chegam lá e vêm Alf.
Isto aconteceu porque os produtores da série não sabiam que a série ia ser cancelada, mesmo porque iam fazer uma continuação ao episódio em que Alf ia ser levado pela Alien Task Force.
Os telespectadores e fãs de Alf não conseguiram aceitar esse final, principalmente porque Alf era um alien simpático e porque um dos objetivos da série ficou destroçado com essa descoberta.

## Nova série
Em agosto de 2018, foi anunciada uma nova série de Alf, produzida pela Warner Bros.. Ainda não há data de estreia. A série vai começar com o Alf sendo levado pela Alien Talk Force enquanto Willie, Kate, Lynn e Brian resolvem seguir a Alien Talk Force para salvarem o Alf, revelando que a nova série não é um reboot, mas sim uma continuação da série original.

## Televisão

### Estados Unidos
Foi exibida pela primeira vez em 22 de setembro de 1986 e transmitida originalmente pela NBC entre 1986 e 1990.

### Brasil
No Brasil, estreou na Rede Globo com o nome ALF, o ETeimoso em 1987 aos domingos no horário das 12h. Auge do sucesso no Brasil, ALF teve dois vídeos VHS lançados pela Lorimar Home Vídeo em 1987, cada qual contendo quatro episódios da primeira temporada da série. Foi exibida pela emissora carioca até 1995.
No final da década de 1990, teve uma rápida passagem pela Rede Bandeirantes, onde era exibido de segunda a sexta, às 20h00, antecedendo o programa Documento Especial.
Foi exibida no Canal 21 entre os anos de 2000 e 2001. Inicialmente aos sábados, às 19h30. Depois de segunda a sexta-feira, na faixa das 14h. Em 2004 passou a ser transmitida aos sábados pelo SBT, e depois de segunda a sexta, às 13h15.
Na TV paga, a série esteve no final da década de 1990 na Warner Channel e na Nickelodeon de segunda a sexta, no bloco noturno Nick at Nite (com o nome Alf, O É Teimoso), das 01h30 às 02h30 e sábados e domingos à meia-noite.
Também foi apresentada a partir do 2 de novembro de 2015 de segunda a sexta, às 21h30 pelo canal por assinatura TCM.

### Portugal
A série foi designada por Alf, Uma Coisa Do Outro Mundo e estreou a 26 de fevereiro de 1987 às 20h45. Foi transmitida pela RTP1 com legendas em português.
- Quintas-feiras, 20h45/21h de 26 de fevereiro de 1987[2] até 14 de agosto de 1987[2];
- Sábados, 21h/22h de 18 de junho de 1988[2] até 8 de outubro de 1988[2];
- Domingos, 20h35 de 20 de novembro de 1988[2] até 5 de agosto de 1989[2]

Anos depois, a série voltou à TV Portuguesa, sendo repetida na SIC Comédia e na RTP Memória.

## Anos seguintes
A ABC ofereceu a Fusco um fechamento para o arco da história e produziu um filme para televisão em 1996 chamado Project ALF, co-estrelado por Martin Sheen. O filme (produzido pela Paul Fusco Productions) mostra ALF escapando de uma base militar onde havia sido mantido para testes, mas os cientistas que ele acha que vão ajudá-lo estão realmente conspirando para expor a sua existência para o mundo em um talk show.
Fusco manteve ALF sob os olhos do público o máximo possível após Project ALF. Entre 1996 e 2001, ALF fez diversas aparições em programas de televisão, incluindo The Cindy Margolis Show, Talk Soup e The Love Boat: The Next Wave. Fusco também apresentou ALF no show de 75 anos da NBC e o TV Land Awards 2003. Durante 2004, ele reviveu seus melhores momentos em Hollywood Squares, e também se tornou o "spokesalien" (um trocadilho para "spokeman", ou porta-voz em português). O mershandising de ALF também retornou com posters, figuras e camisetas.
O lançamento do DVD do sitcom original nos Estados Unidos e Canadá foi alvo de muitas criticas e lembranças dos fans devido à insistência do distribuidor Lions Gate Entertainment em utilizar versões editadas em vez de remasterizar as versões originais sem cortes da transmissão da NBC, resultando em vendas baixas. Por outro lado, o lançamento do DVD alemão incluiu episódios completos.
O renascimento de ALF levou ao surgimento do ALF's Hit Talk Show em 2004, criado e produzido por Fusco para a TV Land. O show foi uma mistura de bate-papo com celebridades e esquetes filmadas em frente de uma plateia ao vivo a partir de Sunset Boulevard, em Hollywood. Setembro de 2006 marcou os 20 anos da estreia de ALF na televisão dos Estados Unidos; Em Novembro de 2007, ele apareceu como "Ícone da TV da semana" no programa The O'Reilly Factor.
Em Agosto de 2012, Fusco confirmou que a Sony Pictures Animation havia adquirido os direitos de ALF e desenvolveria uma produção híbrida entre Imagens geradas por computadore live action. O produtor de The Smurfs, Jordan Kerner, também iria produzir o filme, juntamente com Tom Patchett e Fusco.

### O personagem ALF
Gordon Shumway é um alienígena apelidado de ALF (de Alien Life Form) por William Tanner no primeiro episódio. ALF nasceu em 28 de Outubro de 1756, embora ele mencione seu aniversário em Agosto no episódio 7 ("Help Me Rhonda") no Leste do planeta Melmac. Este planeta localiza-se seis parsecs adiante da constelação Hidra-Centauro e tem um céu verde, grama azul e sol roxo. A moeda é o Wernick (batizada em homenagem ao produtor Sandy Wernick), que vale dez dólares, e os fiapos de roupa que sobram nas lavanderias são tão preciosos por lá quanto o ouro na Terra.
O corpo de ALF é coberto por pelos marrons (a cor descrita por ele é "marrom siena"). Ele tem um focinho enrugado, sinais no rosto, sete estômagos e o coração localizado, aparentemente, na cabeça. Gosta de arrotar, comer gatos e tinha um melhor amigo chamado Malhar Naik. Ele também tinha um amigo chamado Skip e uma amiga (que ia sair com ele no aniversário, mas no mesmo dia ouve a explosão de Melmac) chamada Rhonda, que também escaparam da explosão. Ele frequentou a escola por 122 anos e foi capitão do time de bouillabaisseball, onde se joga com frutos do mar no lugar de uma bola.
ALF tem um enorme apetite, comendo tudo o que encontra. Ele é criador de problemas, sarcástico, desastrado e cínico, e algumas vezes coloca a si próprio em risco de ser descoberto enquanto faz uma de suas brincadeiras não-intencionais. Entretanto, quando as coisas vão longe demais, ele se esforça para corrigir seus erros, geralmente com bons resultados. Quando Lynn estava batalhando para conseguir dinheiro para comprar um carro, ALF vendeu o ouro que tinha na espaçonave - que até então ele julgava não valer nada - usando o dinheiro para comprar uma Ferrari para ela. Em um episódio, ele tenta ajudar Brian a ganhar confiança na escola, dando a ele um "dente da sorte" que ele diz tê-lo ajudado a ser uma estrela em Melmac. Em outra ocasião, ele ajuda Dorothy a lidar com a morte de Sparky e aceita a amizade de Whizzer.
Após a vizinha Raquelle Ochmonek ser ridicularizada na televisão por afirmar ter visto ALF, ele liga para o programa para defendê-la. ALF também ajuda Raquel ao colocar sua imagem na televisão dela, onde aparece dizendo ser do espaço e agradece por ter acreditado nele (mas pede para deixar duas tortas para ele do lado de fora, tentando obter vantagem mesmo quando a ajuda). Ele tem pelo menos 1930 parentes, os primos "Pretty Boy Shumway" e "Blinky", os tios "Tinkle" e "Goomer", a vovó Shumway, o irmão Curtis, os pais Bob e Flo, e tios Bubba, Wagner e Eugene. Durante uma crise de amnésia, ele acredita ser um corretor de seguros chamado Wayne Schlegel.

## Elenco

### Personagens & atores
- Mihaly 'Michu' Meszaros: ALF (disfarce)

Durante a série, quando o personagem precisou mostrar o corpo, ele vestia a fantasia.
- Paul Fusco: ALF (voz)

No Brasil, a voz coube ao ator Orlando Drummond. No começo, ALF era uma cabeça que tinha a voz de Paul Fusco. Logo depois, virou uma fantasia.
- Max Wright: Willie Tanner

Willie é o chefe da família, odeia as coisas que ALF faz e tenta sempre manter tudo em ordem. No fundo, nutre um grande sentimento por ele, o que o faz permitir ALF em sua casa e sempre o ajudar.
- Anne Schedeen: Kate Tanner

Kate é a dona de casa. Não gosta muito do que ALF faz, mas acaba o aceitando na família e o adotando como um filho. ALF várias vezes à chama de Mamãe. No primeiro episódio ela odiava o alienigena, mas quando um militar bateu em sua casa dizendo que iria torturá-lo até a morte, ela o protegeu.
- Andrea Elson: Lynn Tanner

Lynn é a filha mais velha da família e, como uma jovem, tem muitos problemas que são superados sempre. ALF tinha uma paixão por ela, que acaba logo. ALF sempre a ajuda a conquistar alguém, mas sempre dá errado.
- Benji Gregory: Brian Tanner

Brian é o filho mais novo. Adora ALF e suas traquinagens. Trata-o como a um irmão e tenta ser como ele, mas sempre é impedido por seus pais. No primeiro episódio, Brian pega uma cerveja porque ALF mandou.
- John LaMotta: Trevor Ochmonek

Trevor é um machão preguiçoso e adora mulheres nuas, ou seja: um definitivo homem. Nunca acredita que existe um alien vivendo ao lado dele, nunca demonstra muito amor, porém é muito amigo de Willie.
- Liz Sheridan: Raquel Ochmonek

Raquel é a esposa de Trevor. Quando aparece, vê sinais da existência de um alien.
- (Jim J.Bullock): Neal Tanner

Neal Tanner é o irmão de Willie. Ele aparenta ser uma pessoa ingênua, e pede para os outros resolverem seus problemas. Neal reencontra Willie depois de se separar de sua esposa, Margarett. Ele sabe da existência de ALF por causa de Willie, que insistiu que ALF o conhecesse, o que inicia uma amizade entre os dois.
- (Paul Dooley): Whizzer

Whizzer é marido de Dorothy, mãe da Kate, que se casou com ele após perder seu marido. Assim como Dorothy, ele sabe da existência de ALF e também guarda segredo sobre ele.
- (Andrea Covell): Jody

Jody é uma mulher cega. Ela aparece no episódio em que ALF queria ter um romance secreto sem estragar a sua identidade. Ela sabe que ALF existe, mas não sabe que ele é um extraterrestre. Somente nota diferença quando toca em ALF e sente os pelos e sua baixa estatura.
- (Bill Daily): Larry

Larry é um psicólogo que sabe da existência de ALF, porém o ajuda. Ele conhece ALF quando Willie pede para que ele o ajudasse a resolver problemas com o alienígena, principalmente no episódio em que o alien usa um boneco ventríloquo para desabafar seus problemas.
- (Anne Meara): Dorothy

Dorothy é a mãe de Kate. ela descobre ALF quando vai visitar a filha. Sempre briga com ALF, mas eles se entendem principalmente quando o alienigena dá conselhos que ajudam ou quando ele tenta ser legal. Quando Dorothy ficou deprimida com a morte do marido, ALF a auxilia a voltar a ser feliz.
- (Josh Blake): Jake Ochmonek

Jake Ochmonek é um garoto que sabe da existência de ALF. Ele é sobrinho de Raquel e Trevor Ochmonek e também guarda segredo sobre a existência de ALF. Os dois são muito amigos e Jake vive perturbando a Lynn com cantadas.

## Lançamento em DVD
| Nome                      | Datas de lançamento   | Datas de lançamento    | Datas de lançamento  | Episódios |
| Nome                      | Região 1              | Região 2               | Região 4             | Episódios |
| ------------------------- | --------------------- | ---------------------- | -------------------- | --------- |
| ALF - Season One (1986)   | 10 de Agosto de 2004  | 4 de Setembro de 2009  | 7 de Abril de 2010   | 26        |
| ALF - Season Two (1987)   | 23 de Agosto de 2005  | 11 de Dezembro de 2009 | 7 de Abril de 2010   | 26        |
| ALF - Season Three (1988) | 30 de Maio de 2006    | 25 de Junho de 2010    | 5 de Outubro de 2011 | 26        |
| ALF - Season Four (1989)  | 5 de Setembro de 2006 | 10 de Outubro de 2010  | —                    | 24        |